# Little Big Adventure: Twinsen's Quest
Little Big Adventure: Twinsen's Quest est un jeu vidéo développé par le studio français [2.21], édité par Microids et sorti en 2024 sur PC, PlayStation 4, PlayStation 5, Xbox One, Xbox Series et Nintendo Switch,,. Le jeu est le remake de Little Big Adventure.

## Univers
Le jeu reprend le cadre scénaristique du jeu Little Big Adventure de 1994. Le jeu se déroule sur Twinsun, une planète en suspension entre deux soleils. La planète se caractérise par deux hémisphères éclairés en continu et un équateur constitué d'une chaîne de montagnes enneigées : la chaîne de « l'Hamalayi » (en référence à l'Himalaya). La planète est dirigée par le docteur FunFrock qui a imposé un régime autoritaire à la population. Son armée lui est dévouée et peut se téléporter pour arrêter d'éventuels opposants au régime. Néanmoins, une résistance à la dictature s'est mise en place. Le joueur incarne Twinsen, personnage opposé à la dictature de FunFrock.

## Système de jeu
Le système de jeu de Little Big Adventure est inspiré du jeu d'origine et se caractérise par sa perspective en 3D isométrique.
L'espace de jeu se caractérise par le fait qu'il s'agit d'un monde ouvert : le joueur peut circuler à sa guise dans l'espace dont il dispose, même si aucun élément ne l'incite à faire ce mouvement. Le joueur dispose d'un inventaire qui lui permet de conserver des objets importants tout au long de l'intrigue pour s'en servir ultérieurement.
La magie est un élément central du gameplay. Twinsen dispose d'une balle magique qu'il peut lancer sur ses ennemis pour les vaincre sans se battre au corps à corps. Agissant comme une balle rebondissante, elle revient toujours dans ses mains. La puissance de frappe de cette balle dépend du niveau de magie acquis par Twinsen. Le joueur doit ainsi faire évoluer le niveau de magie de Twinsen au cours de l'aventure de manière à pouvoir affronter des ennemis progressivement plus puissants.
Twinsen dispose d'une barre de vie. Chaque coup infligé par un ennemi fait baisser sa barre de vie. Twinsen peut avoir plusieurs vies, ce qui permet au joueur de continuer le jeu dans le cas où la barre de vie de son personnage s'épuiserait. Toutefois, si la barre de vie s'épuise et que Twinsen ne dispose plus de vies supplémentaires, le joueur se retrouve dans une situation de game over. Twinsen peut récupérer des points de vie à de nombreuses occasions. Twinsen dispose également d'une monnaie qui lui permet d'acheter certains objets dans certaines occasions.